# Treurtortel
De treurtortel (Streptopelia decipiens) is een vogel uit de familie van de duiven (Columbidae).

## Kenmerken
De vogel is 28 cm lang en weegt 140 tot 230 gram, vrouwtjes zijn gemiddeld 20 gram lichter. De treurtortel is zeer nauw verwant met de roodoogtortel (S. semitorquata), Turkse tortel (S. decaocto) en izabeltortel (S. roseogrisea). Deze tortel lijkt sterk op de in Europa voorkomende Turkse tortel. De treurtortel is iets forser (zwaarder) en heeft een rode ring om het oog, verder is de witomrande, zwarte dwarsband op de zijhals breder dan bij de Turkse tortel. De roodoogtortel is groter en heeft niet alleen een rode ring, maar ook een rode iris. Het verschil met de izabeltortel is vooral de grijze kop.

## Verspreiding en leefgebied
Deze soort komt wijdverspreid voor in Afrika en telt zes ondersoorten:
- S. d. shelleyi: van Mauritanië tot centraal Nigeria.
- S. d. logonensis: van het Tsjaadmeer tot zuidelijk Soedan, noordelijk Congo-Kinshasa en westelijk Oeganda.
- S. d. decipiens: van oostelijk Soedan tot Ethiopië en noordwestelijk Somalië.
- S. d. elegans: van zuidelijk Ethiopië tot zuidelijk Somalië en oostelijk Kenia.
- S. d. perspicillata: van westelijk Kenia tot centraal Tanzania.
- S. d. ambigua: Angola, Namibië; oostelijk Congo-Kinshasa, Malawi, noordelijk Botswana, noordelijk Zimbabwe, oostelijk Botswana, zuidelijk Zimbabwe, zuidelijk Mozambique en noordoostelijk Zuid-Afrika.

Het leefgebied bestaat uit savanne met doornige Acacia's of struikgewas langs waterlopen, maar ook uit terreinen rond dorpen en in agrarisch landschap. In Oost-Afrika komt de vogel voor tot op 1400 m boven de zeespiegel en in Ethiopië zelfs tot op 2000 m. In Senegal en Gambia overnachten soms honderden tortels in hoge bomen in de buurt van water.

## Status
De grootte van de wereldpopulatie is niet gekwantificeerd. Men veronderstelt dat de soort in aantal stabiel is. Om deze redenen staat de treurtortel als niet bedreigd op de Rode Lijst van de IUCN.